# Folíolo

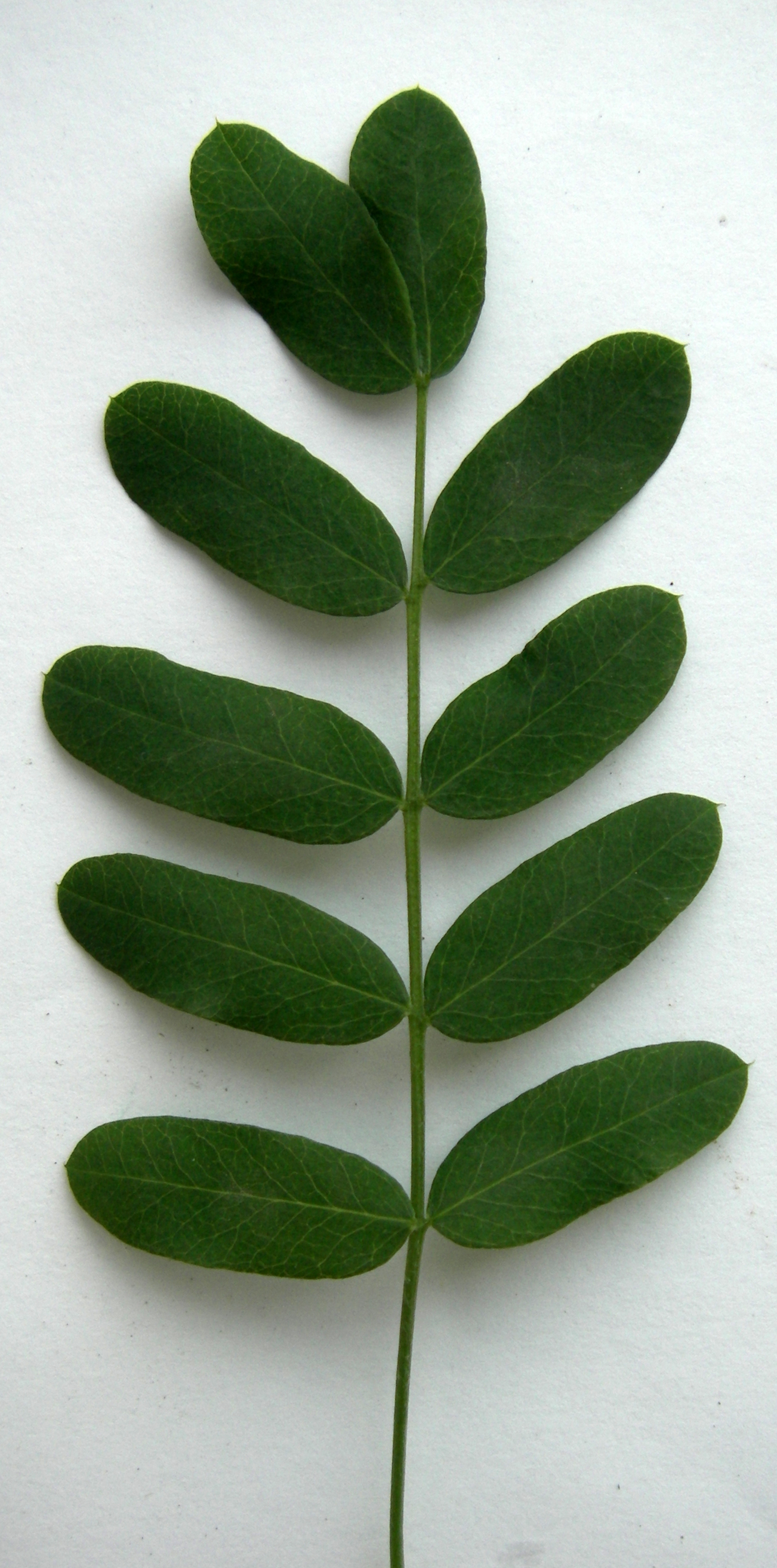
Folha de Acacia com folíolos

Folíolos ou pínulas são subdivisões das folhas das plantas vasculares. São normalmente estruturas de aspecto foliáceo, ligadas por pecíolos à raque. Em algumas famílias, os peciólulos apresentam pulvinos, articulações responsáveis pelos movimentos dos folíolos.